# سسیل کریسمس
سسیل کریسمس (انگلیسی: Cecil Christmas; ۱۳ ژانویهٔ ۱۸۸۶ – ۷ اکتبر ۱۹۱۶) بازیکن فوتبال اهل پادشاهی متحد بریتانیای کبیر و ایرلند بود.
از باشگاه‌هایی که در آن بازی کرده‌است می‌توان به باشگاه فوتبال ساوت‌همپتون اشاره کرد.